# Glíptica

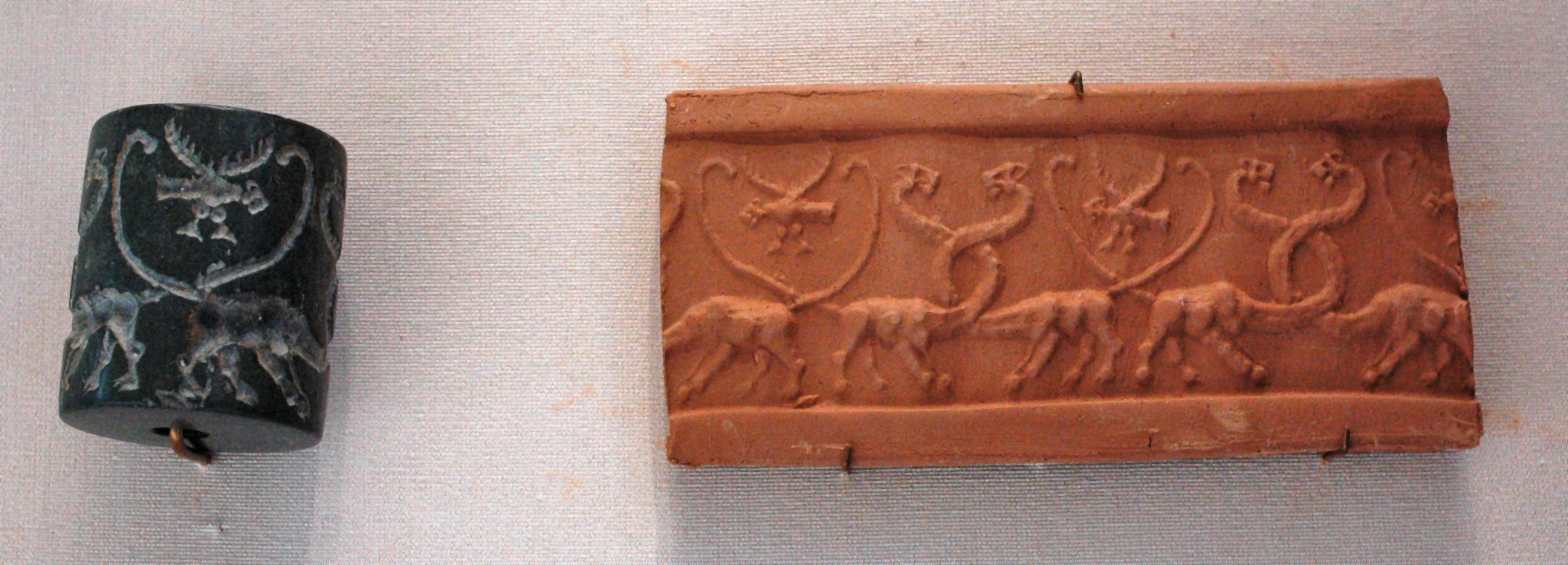
Segell cilíndric de jaspi i la seva estampació. Uruk, IV mil·lenni aC

La glíptica és l'art de gravar o tallar les pedres fines. Ha passat a l'Antiguitat per tres grans fases:
1. A la primera, es limiten a gravar pictogrames sobre pedres més o menys dures perquè servissin de signes o segells als alts dignataris, sacerdots o reis. Aquest primer període de la glíptica abraça les dues majors i més antigues civilitzacions: la de l'antic Egipte i la de Sumèria.
2. Al començament del segon període trobem els fenicis, l'antiga Grècia i els etruscs. En aquests pobles, la glíptica va començar a convertir-se en un veritable art.
3. La glíptica va arribar al seu apogeu en el tercer període a Grècia al segle de Pèricles i en l'antiga Roma en el regnat d'August. Els grecs van buscar sobretot la puresa de la forma i els contorns com la bellesa dels trets i línies mentre que els romans s'ocupaven més a fer ressaltar els colors i la transparència de les pedres fines, aspiracions o tendències ambdues que caracteritzaven bé el geni particular d'aquells pobles: l'un perseguint l'ideal de la Poesia, l'altre, buscant la riquesa i la brillantor com desideratum suprem de l'art.

Entre les pedres així gravades que han sobreviscut en l'actualitat es troben:
- El Demòstenes, Mecenes, Perseu i Mercuri del gravador Dioscòrides
- El Toro de Fil
- L'Aquil·les tocant la lira de Panòfil
- La Medusa de Soló
- La Minerva d'Aspasi
- El conegut amb el nom de Julia d'Evodo o Segell de Miquel Àngel perquè aquest ús va tenir per part de l'immortal artista.

Les pedres antigues es classifiquen amb noms especials trets d'alguna particularitat de la seva forma o de la naturalesa dels assumptes representats en elles. Així es diuen:
- capricis, aquelles figures que s'agrupen còmicament
- quimeres, les que tenen objectes de pura invenció, resultat del conjunt de parts de diferents animals
- astríferes, les dels astres
- escarabeus, les anàlogues egípcies que són considerades com les més antigues

Es coneixen també altres pedres gravades que contenen els símbols del culte de certes sectes gnòstiques. Aquestes pedres es deien abraxas, segons la paraula en lletres gregues que es llegeix en totes elles i segons en altres, pedres basilidianes, nom que reben per creure de manera simbòlica a la secta dels basilidians.
La glíptica gairebé va desaparèixer després de l'Imperi Romà però va tornar a reaparèixer en el segle XV a Itàlia. Dos artistes eminents la van utilitzar a Milà: Juan i Dominico més coneguts per Juan el de les Cornalines i Dominico el dels Camafeus. Aquest art va ser importat a França per Mateo del Vassaro que va anar a París seguint Francesc I. Són importants les col·leccions de Londres, Múnic, Viena i París i es troben dades interessantíssimes sobre aquesta matèria en les obres de Vettori, Ratter, Milín i Mariette.